# Виита, Лаури
Лаури Арви Виита (фин. Lauri Arvi Viita, 17 декабря 1916, Пирккала — 22 декабря 1965, Хельсинки) — финский поэт и прозаик, один из наиболее известных финских литературных деятелей послевоенного времени. Виита принадлежал к группе пролетарских писателей Тампере.

## Биография
Лаури был самым младшим из семерых детей плотника Ээмели Вииты и его жены Алфильд Йозефины Никандер. Детство Виита прошло в деревне Писпала коммуны Пирккала — рабочем пригороде Тампере.
Поэт закончил четыре класса народной школы в Писпале (1923—1927), а затем пять с половиной лет учился в Классическом лицее (1927 - 1933) в Тампере. Он бросил лицей в середине учебного года из-за конфликтов с преподавателями и стал работать плотником, как и его отец.
В 1939 году был призван на фронт во время советско-финской "Зимней" войны (1939—1940) и прослужил пять лет, включая советско-финскую "Войну-продолжение" (1941—1944). В это время он писал стихи, впоследствии вошедшие в сборник «Бетонщик», и начал работу над автобиографическим романом «Морена»об истории его семьи, пережившей нищету и междоусобную войну 1918 года. Позднее он утверждал, что во время войны не мог вести достойной человека жизни, поэтому захотел писать о ней.
В 1939 году вступил в брак с Кертту Солини. В семье родилось двое детей, но в 1948 году супруги развелись.
В 1947 году вышел первый сборник стихов Виита «Бетонщик». Успех книги превысил все ожидания честолюбивого поэта, и он решил оставить работу плотника, чтобы полностью посвятить себя литературной деятельности.
Через два года писатель издает детскую сказку «Кукунор». Длинную, наполненную метафорами сказку критики посчитали слишком сложной. В 1950 году выходит его первый автобиографический роман «Морена», рассказывающий о жизни семьи рабочих в начале XX века.
В 1948 году Виита заключил второй брак с молодой начинающей поэтессой Айлой Мерилуото (1924—2019), успех дебютного поэтического сборника которой под названием «Витраж» (1946) затмил успех  «Бетонщика»[Почему "затмил", если вышел раньше?]
В начале 1950-х годов психическое здоровье поэта ухудшилось, ему впервые пришлось лечиться в психиатрической больнице. Болезнь сильно повлияла на семейные отношения и творчество поэта, но, несмотря на это, он продолжал литературную деятельность.
В 1950-х годах в финской лирической поэзии происходили большие изменения, связанные с приходом нового стиля — модернизма, на фоне которого традиционная рифмованная поэзия Виита выглядела старомодной, но поэт не хотел приспосабливаться к новым литературным веяниям, а, напротив, высмеивал их. В 1954 году выходит сборник стихов «Кривуля», пронизанный непостижимыми для читателя словами и выражениями. Сам поэт удивлялся, почему публике непонятна суть его стихов и утверждал, что они абсолютно ясны.
В 1956 году брак с Айлой Мерилуото, в котором родилось четверо детей, распался, продлившись лишь восемь лет.
Сборник стихов «И сапожник, большой мудрец» (1961) не просто отличался обильным употреблением авторских неологизмов, но содержал целую систему новых языковых понятий.
В 1962 году писатель женился снова на Аннели Кууринмаа. Брак продлился недолго из-за трагической смерти Виита вечером 21 декабря 1965 года. Лаури ехал в такси, в которое врезался грузовик с пьяным водителем за рулем. Виита погиб от травм, полученных в результате аварии. Без отца остался двухлетний сын от последнего брака. Последний роман Виита «Ну и что потом, Лееви?» (1965) так и остался незаконченным. Писатель планировал издать роман в трех частях, но до его смерти была выпущена только первая часть.

## Творчество
Творчество Лаури Виита исследуется в разных областях языкознания и литературоведения. Критики и литературоведы считают его мастером владения финским языком. В своем творчестве Виита активно использует игру слов, метафоры, аллюзии, афоризмы, придумывает собственные слова. Его произведения пестрят интересными выражениями, например, цитата из романа «Морена» — «Когда создаешь, создавай мир» — использовалась Финским литературным обществом как название выставки. Стихи Виита привлекают красочностью и неординарностью языка. Интертекстуальный анализ творчества Виита представляет собой широкую и увлекательную сферу литературоведения. Его творчество исследуется также языковедами. Австрийский психиатр Лео Навратил описал свои наблюдения при поэтической терапии и арт-терапии в работах «Шизофрения и искусство» и «Шизофрения и язык». Замеченными им особенностями больных шизофренией является активное употребление аллюзий, метафор, создание новых слов, а также использование сложных, непонятных читателю слов и выражений. Исследователи считают, что несмотря на то, что в поэзии Виита присутствуют наблюдаемые Навратилом особенности, нельзя утверждать, что они вызваны шизофренией.

## Музей
Музей Лаури Виита находится в Тампере (в Писпала) в доме, в котором поэт провел свое детство. Отец поэта Ээмили Виита построил его в 1900 году. В 1977 году дом был отремонтирован и преобразован в музей. В музее полностью сохранена обстановка кухни и комнаты поэта. Наследие Виита бережно хранит музыкант Хейкки Сало, который ныне проживает в доме.

## Награды
Лаури Виита получил следующие литературные награды:
- 1947:Премия по литературе города Тампере
- 1948: Премия Калеви Янти
- 1950: Премия по литературе города Тампере
- 1951: Премия по литературе города Тампере
- 1956: Премия Алексиса Киви

## Произведения
Стихи и проза:
- Betonimylläri — «Бетонщик» (сборник стихов), 1947
- Kukunor — «Кукунор» (сказка в стихах), 1949
- Moreeni — «Морена» (роман), 1950
- Käppyräinen — «Кривуля», 1954
- Suutarikin, suuri viisas — «И сапожник - большой мудрец» (стихи и проза), 1961
- Entäs sitten, Leevi — «Ну и что потом, Лееви» (роман), 1965
- Onni - "Счастье"[9]
- Kootut runot — «Собрание стихов» (собрание всех стихов Лаури Виита и диссертация Марьюкки Каасалайнен «Лаури Виита как поэт»)
- Ne runot, jotka jäivät — Стихи, не вошедшие в сборники, (2016)
- Runo puhuu − Lauri Viita esittää runojaan — «Стих говорит» — Виита читает свои стихи (аудиозапись), 1965

## Переводы на русский язык
- Роман «Морена», перевод И. Бирюкова, В. Смирнова, — Москва: Художественная литература, 1981. — 606 с.: ил. — (Библиотека финской литературы)[10].
- Стихи: «Собачье дело», «Счастье», «Северный соловей», «Дом», «Икавка», «Река», пер. Марины Киеня, — Иностранная литература, 2015, 6[4]